# Торнатуро (Пескара)
Торнатуро (итал. Tornaturo) је насеље у Италији у округу Пескара, региону Абруцо.
Према процени из 2011. у насељу је живело 33 становника. Насеље се налази на надморској висини од 195 м.